# Sommerburg

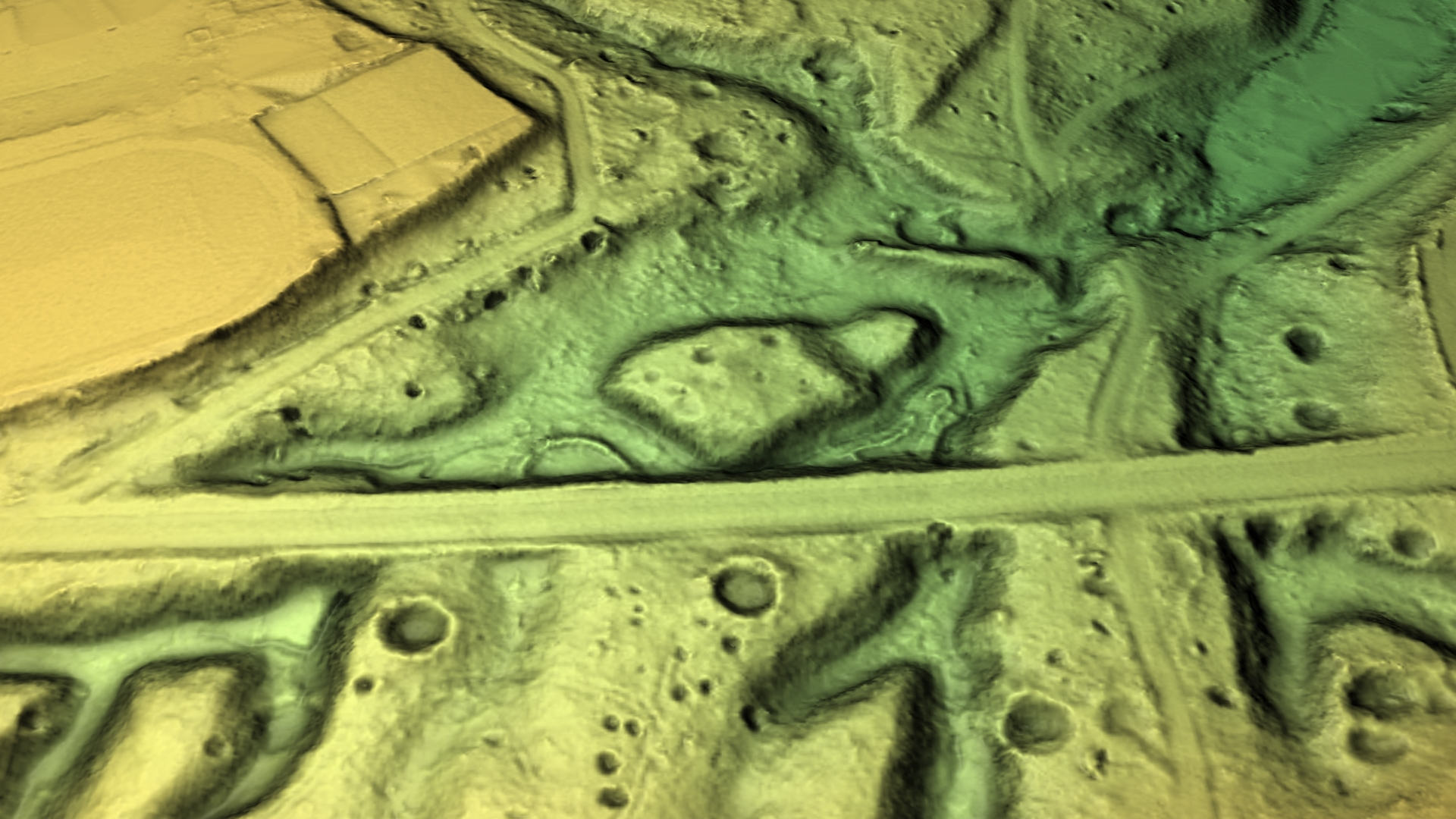
3D-Ansicht des digitalen Geländemodells

Die Sommerburg ist eine abgegangene Motte (Turmhügelburg) im heutigen Essener Stadtteil Margarethenhöhe in Nordrhein-Westfalen. Sie befindet sich nördlich der Lührmannstraße.
Die Burganlage bestand aus zwei Inseln, die heute noch als Hügel erkennbar sind, für die Hauptburg und einer Vorburg. Insgesamt hat die Anlage ein Maß von 60 mal 30 Meter, der Hauptburghügel ist drei Meter hoch und besitzt einen Durchmesser von 14 Metern, die westlich gelegene Vorburg ist 30 mal 35 Meter groß. Ein Wehr zum Stauen des Sommerburgbachs befand sich nordöstlich der Anlage. Der Form nach stammt sie aus der Zeit vom 10. bis zum 12. Jahrhundert. Etwa 100 m nordöstlich befindet sich der Sommerburgteich.
Die Sommerburg wird urkundlich erstmals in der Landmatrikel von 1668 erwähnt und dann in einer Akte des Jahres 1768. Ältere Überlieferungen liegen nicht vor.
Der Sage nach kehrte ein Ritter der Sommerburg von einem Kreuzzug mit einer orientalischen Gattin heim, die sich später aus Heimweh ertränkte.